# Scelio semiatratus
Scelio semiatratus är en stekelart som beskrevs av De Santis och Loiacono 1993. Scelio semiatratus ingår i släktet Scelio och familjen Scelionidae. Inga underarter finns listade i Catalogue of Life.